# 美國音樂現代化法案
音樂現代化法案（英語：Music Modernization Act）全称奧林·G·哈奇-鮑勃·古德雷特音樂現代化法案（Orrin G. Hatch-Bob Goodlatte Music Modernization Act），简称MMA，美國聯邦公法第115–264號H.R. 1551，為美國國會於2018年通過的法案，針對音樂著作權的授權進行現代化的改革。其中包含了三大部分，合併既有的法案而成，分別為「音樂授權現代化」(Music Licensing Modernization)、「經典之保護與近用」(Classics Protection and Access)和「音樂製作人分配法案」(Allocation for Music Producers Act，AMP Act)，此法案改變美國著作權法第 115 條之規定，由原先的強制授權(Compulsory License)，改為概括授權(Blanket License)，使得互動式之串流數位音樂平台不必逐一向著作財產權人支付強制授權的費用。該法案於 2018 年 10 月 11 日由總統正式簽署生效後，將由美國著作權局接續辦理機械性重製授權組織(Mechanical Licensing Collective, MLC) 遴選等準備事項，預計於 2021 年 1 月 1 日完全由新的機械性重製授權組織負責音樂著作強制授權事宜。

## 主要內容方針

### 音樂授權現代化(Music Licensing Modernization)
音樂授權的現代化包含了 2017 年的草案 H.R.4706（同名Music Modernization Act, MMA)，為詞曲創作者與數位音樂業者進行新的規範，其中最大的改變是由原先美國著作權法第115條之強制授權(Compulsory License)改為概括授權(Blanket License)，以及機械性重製授權組織(Mechanical Licensing Collective, MLC)的創設。

#### 強制授權(Compulsory License)
1995年，美國著作權法在第 115 條修正以明確音樂著作強制授權之範圍包括為數位化傳輸之目的，(a)(1) 規定：「非戲劇音樂著作的錄音製品經著作財產權人授權且已經在美國境內向公眾發行者，任意第三人，包括錄音製品之製作者或數位錄音製品之傳輸者，可以根據本條之規定，獲得製作與散布錄音製品之強制授權。取得強制授權之前提是其製作錄音製品之目的係向公眾發行以供私人使用（包括數位錄音製品之傳輸）。」(c)(3) 規定：「本條規定之強制授權包括，被授權人以數位化錄音著作傳輸的數位播送方式發行或授權發行非戲劇音樂著作的錄音製品的權利。」

2001 年，美國著作權局認定本條機械性重製強制授權之範圍包括互動式串流服務；

2008 年時，亦認定非互動式之串流服務於服務中會有重製多份音樂著作之行為，將該等行為納入於機械性重製權強制授權之範圍；

2015 年所發布之第 73號通告 ，亦僅強調強制授權所排除之利用方式為背景音樂、點唱機、傳統廣播或其他會有後續公開利用之行為者。由此觀之，美國強制授權之範圍並不侷限於
實體或數位錄音著作，只要是為專供個人使用目的之重製、散布錄音物均包含在內，故 Spotify 等線上音樂服務商都屬強制授權之範圍。

#### 概括授權(Blanket License)
新制「概括授權」規範 3 種授權數位使用行為態樣：永久下載（permanent downloads）、限制下載（limited downloads）或互動串流之行為（interactive streaming）。2021年1月1日起由 MLC 以概括授權之方式處理強制授權之授權，利用人必須透過 MLC 以取得強制授權，此舉除可讓利用人快速、大量的一次性取得合法授權，亦可避免過去利用人透過通知美國著作權局來規避支付權利金之問題。

#### 機械性重製授權組織(Mechanical Licensing Collective, MLC)
著作權局局長指定一個非營利組織擔任，自頒布日起 9 個月內，著作權局局長須完成指定MLC，並由 MLC 管理概括式授權事宜。MLC之治理體系為董事會，董事之組成分為以下2種型態的成員：主要負責者，分別是具投票權的 10 名音樂發行人，以及 4 名詞曲創作人，另有列席但不具投票權的音樂發行人貿易協會代表、數位被授權業者代表、為詞曲創作人倡議的貿易協會代表各 1 名，可參與並表達意見。MLC 定位為非營利組織，其維運所需之財務支持來自行政管理與評估之費用（administrative assessment），具體而言為 3 種型態：數位音樂業者的概括授權、重大非概括授權、數位音樂業者之捐獻（voluntary contributions）。。

### 經典之保護與近用(Classics Protection and Access)
此方針是針對「1972 年以前的錄音著作」（pre-1972）進行保護，美國於 1972年始以聯邦位階著作權法全面保護錄音著作，在此之前各州法的權益保護各相不同，新法針對保護漏洞（loophole）之侵權進行補救措施，例如延長著作權侵權之追溯的補救期間。

### 音樂製作人分配法案(Allocation for Music Producers Act, AMP Act)
融合了先前的「音樂製作人分配法案」（Allocation for Music ProducersAct, AMP Act, H.R.881），此法案讓音樂製作人、錄音工程師等技術人員得以進入錄音著作授權金的分配程序，以期獲得合理勞力投入之報酬。